# Tiszavirág híd
A Tiszavirág híd kerékpárúttal ellátott gyaloghíd Szolnokon, amely a Tiszán átívelve a belvárosi Tiszai hajósok terét köti össze a Tiszaligeti Termálstrand és Élményfürdő főbejáratával.
A beruházás a „Szolnok a Tisza fővárosa” program keretében valósult meg. Az 5 milliárd forintos fejlesztésből 2 milliárd forintba került a híd és az északi hídfőnél épült dísztér. A híd tervezője a Pont-TERV Zrt., megépítésével a Közgép Zrt.-t bízták meg. A híd vezető tervezője Pálossy Miklós okleveles építőmérnök volt. Az építészet és térrendezés dr. Gajdos István (A.D.U. Építész Iroda Kft.) munkája. A hidat a megyeszékhely jelképének szánták. A híd formája a névadó tiszavirágot mintázza.
A híd tömege 550 tonna, hossza 444 méter, ezzel Közép-Európa leghosszabb gyaloghídja. Három részből áll: egy 186 m hosszú acélszerkezetű mederhídból, az ahhoz csatlakozó kétoldali vasbeton feljáróhidakból, valamint a csatlakozó tereken elhelyezett végpontok közlekedési kapcsolatokat magába foglaló épületekből. Hivatalos átadására 2011. január 21-én került sor.
A hídon a VI. Tiszavirág Fesztivál keretében 2011 júniusában „hídi vásár” került megrendezésre kézműves termékekből.

## Története

### A szolnoki hídverés napja
A híd ünnepélyes alapkőletételének napja 2009. augusztus 9. volt, melyet az önkormányzat A szolnoki hídverés napjának keresztelt el. Ennek alkalmából családi programokat tartottak a tervezett dísztér területén. Az alapkő egy időkapszula volt, melyben nem csak újságok és CD-k, de a járókelők rövid üzenetei is helyet kaptak. Az alapkőletételben Szalay Ferenc polgármester, Nemes Sára alpolgármester és Németh Miklós, a Közgép Zrt. elnöke vett részt.

### Az építkezés

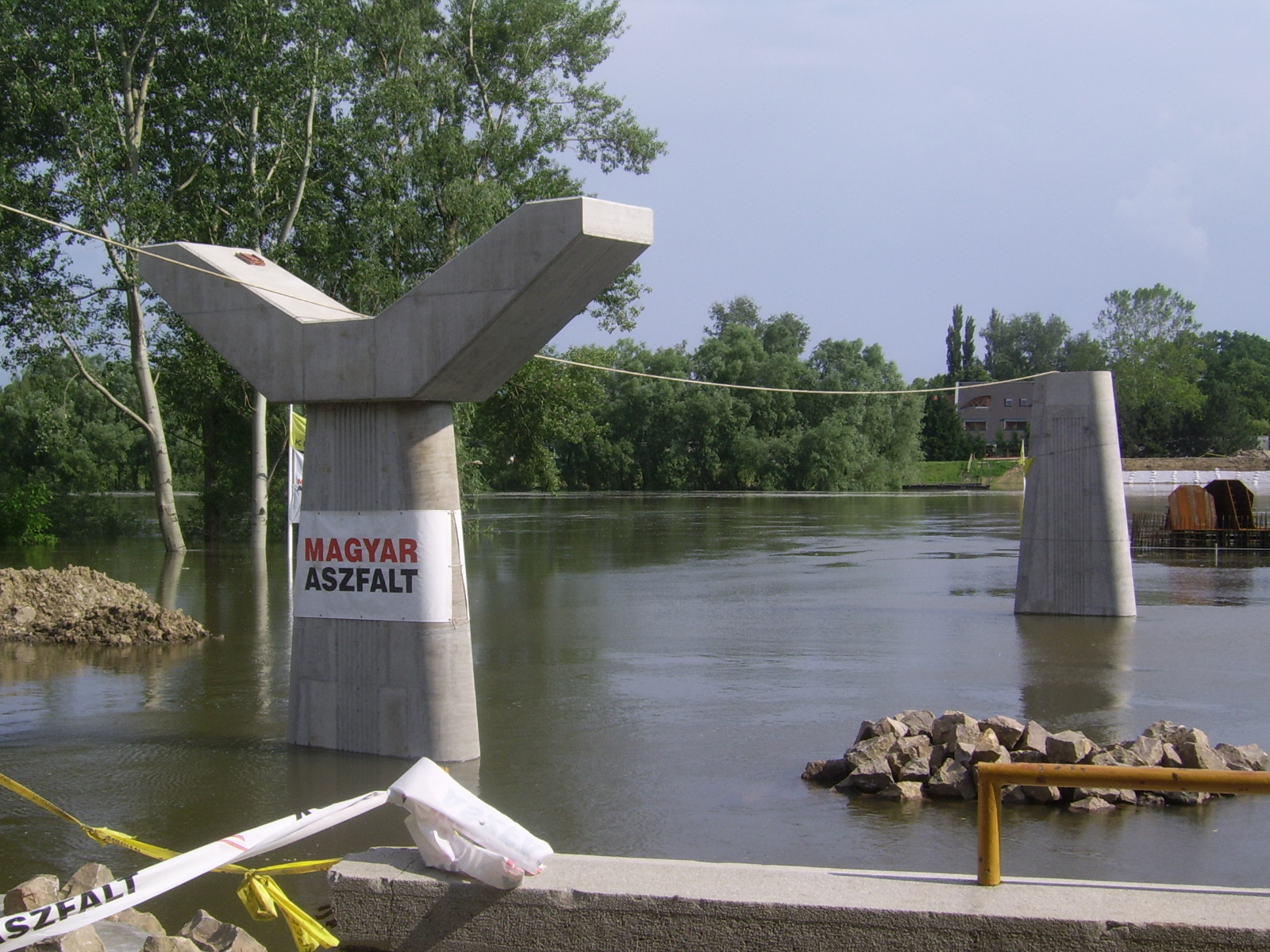
Az épülő híd 2010 tavaszán

Az építkezési munkálatok előtti tereprendezés 2009 szeptemberének végén indult. December végéig elkészült a mederhíd jobb parti mélyalapozása, azonban a szokatlanul hideg tél és az áradások miatt a helyszíni munkálatokat fel kellett függeszteni. A szerkezetet Budapesten készítették, melyet azonban az időhiány miatt ott is szereltek össze, s a 390 tonnás acélszerkezet így közúti szállításra alkalmatlanná vált. Ezért a szerkezetet két uszályra rakták, melyek előbb Titelig szállították azt, majd a Tiszán hozták vissza Szolnokig; ez mintegy 500 folyó-kilométeres utat jelent. A híddarabok 2010. július 23-án indultak a fővárosból és – miután Szegeden a magas vízállás miatt rövidebb ideig várakozniuk kellett – augusztus 17-én érkeztek Szolnokra. Így az eredetileg szeptember 1-jére tervezett átadást is el kellett halasztani. A híd műszaki átadását november 29-én kezdték meg, amikor a forgalmi átadást december 17-re tervezték, azonban ezt a határidőt sem sikerült tartani. A teljes költség mintegy 30%-a az EU kohéziós alapjából származott.
Egy, a hídon cölöperősítést végző 49 éves férfi szeptember 17-én beleesett a Tiszába, testét napokkal később találták meg.

### Hídavatás
A híd ünnepélyes átadására – az eredetileg tervezett időpont után 151 nappal – 2011. január 21-én került sor. Az alkalomból körülbelül kétezres tömeg gyűlt össze az első világháborús emlékműnél a 15 órakor kezdődő ünnepségre, ahol Németh Miklós, a Közgép Zrt. elnöke, Szalay Ferenc polgármester, dr. Homolya Róbert, a Nemzeti Fejlesztési Ügynökség végrehajtási elnökhelyettese és dr. Varga Mihály miniszterelnökségi államtitkár mondtak beszédet. A hidat Beer Miklós váci püspök szentelte fel, a hídon söröshordót gurítottak át, a híd tervezői és építői díszoklevelet és egy ezüstérmét vehettek át egy 16 éves Tisza Virág nevű szolnoki lánytól, fellépett a Vásárhelyi Pál Közgazdasági Szakközépiskola leánykórusa és a Légierő Zenekar Szolnok. 17 órakor tűzijátékkal ünnepelték a hidat, az átkelők pedig elvihettek egy-egy darabot a hídavató szalagból.

## A formaterv koncepciója

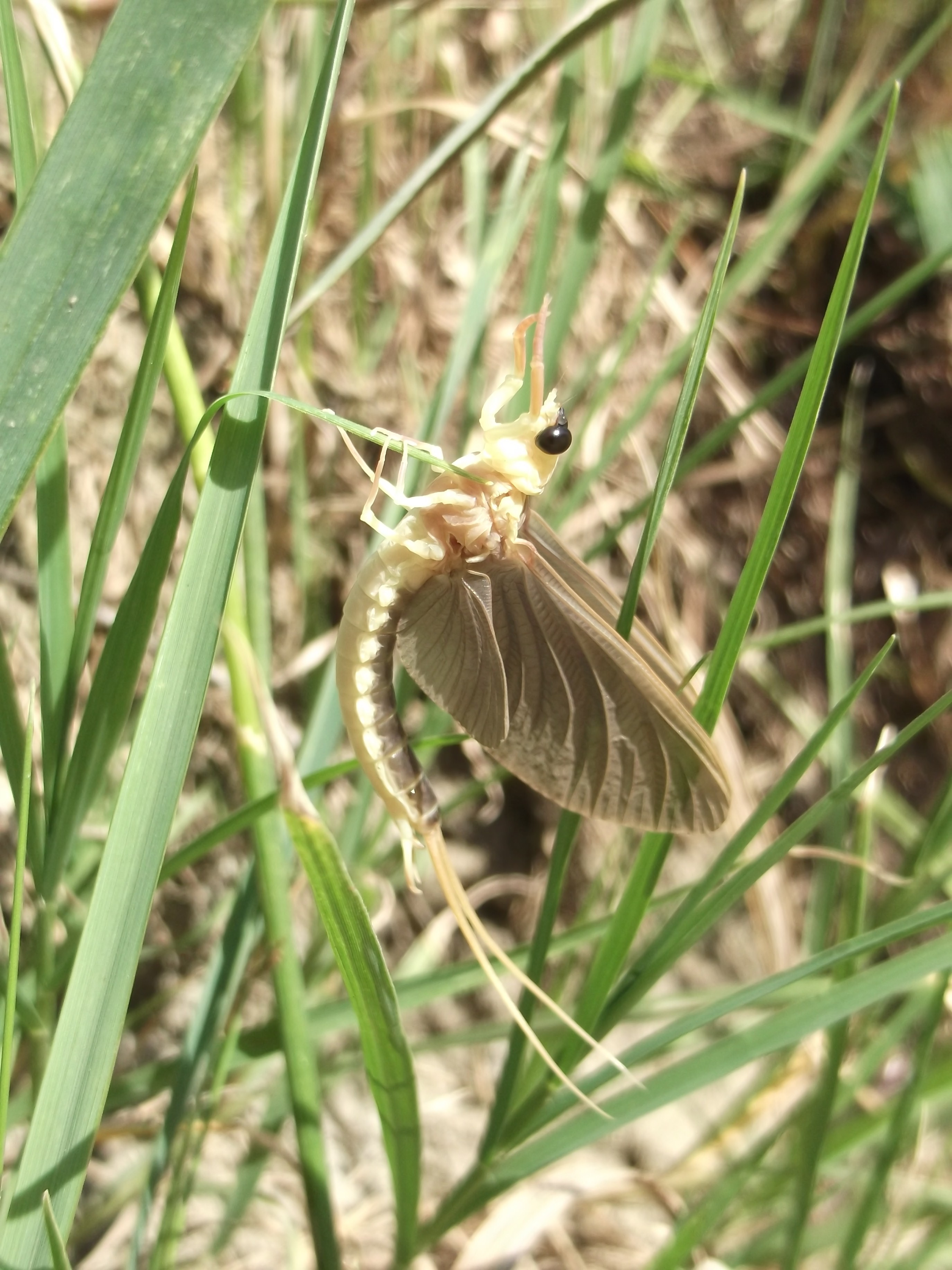
A híd névadója, a karcsú tiszavirág kérész (Palingenia longicauda)

Idézet a Tiszavirág híd honlapjáról:
A tervezett szolnoki gyaloghíd a „tiszavirág” motívumra rímel, a medernyílás (60°-ban) kifelé döntött ívei a kábelsíkok erezetével a szárnyakat, a rácsozással felbontott merevítőtartó a bordázott testet szimbolizálhatja, mely a város felőli hosszabb feljáró „farokrészében” folytatódik. A híd ennek megfelelően karcsú, légies szerkezet. […] Az alacsony nyílmagasságú ív feszültséget és eleganciát ad a formának, a műszaki kihívás leolvashatóvá válik és ezáltal visszatükrözi a korszakot, korunk jelképévé is válik.

## Műszaki adatok
| A Tisza keresztezésének helye       | 334+845 fkm   |
| Hídszélesség                        | 5,0 m         |
| Áteresztőképesség                   | 11750 fő/óra  |
| Össztömeg                           | 550 t         |
| Hídhosszak                          |               |
| Balparti rámpa                      | 39 m          |
| Balparti feljáróhíd                 | 95 m          |
| Mederhíd                            | 186 m         |
| Jobbparti feljáróhíd                | 38 m          |
| Jobbparti rámpa                     | 87 m          |
| Átvezetés teljes hossza             | 445 m         |
| Szerkezeti acél                     |               |
| Főtartó ívek                        | 200 t         |
| Merevítőtartó                       | 148 t         |
| Pillér bekötés                      | 32 t          |
| Összesen                            | 380 t         |
| Díszkivilágítás                     |               |
| Összes kábel hossza                 | 2620 m        |
| Dísztéri ledes korinthoszi oszlopok | 75 db         |
| Hídvilágítás                        | 945 lámpatest |

## Tiszai hajósok tere
A híd építésével egyidejűleg az északi hídfőnél található Tiszai hajósok tere is új megjelenést kapott, a korábbi parki jellege helyett díszburkolatot kapott, új parkolóhelyeket alakítottak ki, a tér rendezvények befogadásává vált alkalmassá. Az ott található első világháborús emlékművet renoválták, mögötte ismét felállították az 1940-es években elbontott országzászlót, mellette pedig egy új szökőkút kapott helyet. A szökőkút szintén a Tiszavirág nevet kapta (mivel két emberarcú kérészt mintáz), Varga Gábor munkája és 2011. június 14-én, a VI. Tiszavirág Fesztivál nyitónapján adták át. A rendezvény ideje alatt „Maláta tér” néven nyújtott sör- és borkóstolásra lehetőséget.

## Hasonló hidak

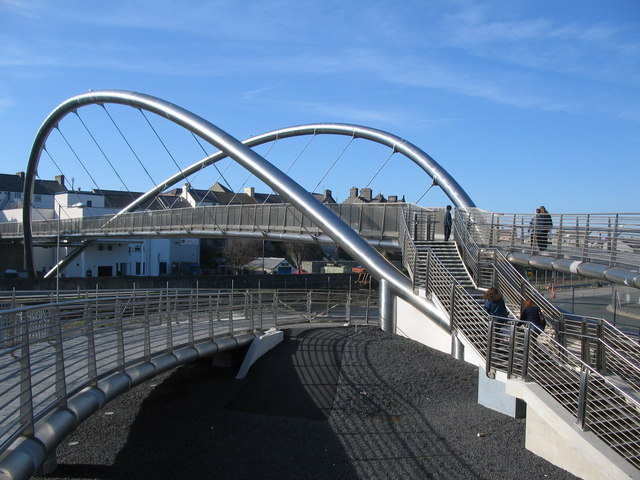
Kelta kapu híd, Holyhead, Wales